# ロサンゼルス映画批評家協会賞 助演女優賞
本項目は、ロサンゼルス映画批評家協会賞の助演女優賞（Los Angeles Film Critics Association Award for Best Supporting Actress）の一覧である。1977年（第3回）より設置された。

## 受賞一覧

### 1970年代
| 年   | 候補者                     | 作品                   | 役名                   |
| ---- | -------------------------- | ---------------------- | ---------------------- |
| 1977 | ヴァネッサ・レッドグレイヴ | ジュリア               | ジュリア               |
| 1978 | モーリン・ステイプルトン   | インテリア             | パール                 |
| 1978 | モナ・ウォッシュボーン     | スティービー           | 叔母                   |
| 1979 | メリル・ストリープ         | クレイマー、クレイマー | ジョアンナ・クレイマー |
| 1979 | メリル・ストリープ         | マンハッタン           | ジル                   |
| 1979 | メリル・ストリープ         | 或る上院議員の私生活   | ラナ・ティスデル       |

### 1980年代
| 年   | 候補者                         | 作品               | 役名                   |
| ---- | ------------------------------ | ------------------ | ---------------------- |
| 1980 | メアリー・スティーンバージェン | メルビンとハワード | リンダ・ダマー         |
| 1981 | モーリン・ステイプルトン       | レッズ             | エマ・ゴールドマン     |
| 1982 | グレン・クローズ               | ガープの世界       | ジェニー・フィールズ   |
| 1983 | リンダ・ハント                 | 危険な年           | ビリー・クワン         |
| 1984 | ペギー・アシュクロフト         | インドへの道       | ミセス・ムーア         |
| 1985 | アンジェリカ・ヒューストン     | 女と男の名誉       | メイローズ・プリッツィ |
| 1986 | キャシー・タイソン             | モナリザ           | シモーヌ               |
| 1986 | ダイアン・ウィースト           | ハンナとその姉妹   | ホリー                 |
| 1987 | オリンピア・デュカキス         | 月の輝く夜に       | ローズ・カストリニ     |
| 1988 | ジュヌヴィエーヴ・ビュジョルド | 戦慄の絆           | クレア・ニヴォー       |
| 1988 | ジュヌヴィエーヴ・ビュジョルド | モダーンズ         | リビー・ヴァレンティン |
| 1989 | ブレンダ・フリッカー           | マイ・レフトフット | ミセス・ブラウン       |

### 1990年代
| 年   | 候補者               | 作品                     | 役名                   |
| ---- | -------------------- | ------------------------ | ---------------------- |
| 1990 | ロレイン・ブラッコ   | グッドフェローズ         | カレン・ヒル           |
| 1991 | ジェーン・ホロックス | ライフ・イズ・スイート   | ニコラ                 |
| 1992 | ジュディ・デイヴィス | 夫たち、妻たち           | サリー                 |
| 1993 | アンナ・パキン       | ピアノ・レッスン         | フローラ・マクグラス   |
| 1993 | ロージー・ペレス     | フィアレス               | カーラ・ロドリゴ       |
| 1994 | ダイアン・ウィースト | ブロードウェイと銃弾     | ヘレン・シンクレア     |
| 1995 | ジョアン・アレン     | ニクソン                 | パット・ニクソン       |
| 1996 | バーバラ・ハーシー   | ある貴婦人の肖像         | マダム・セレナ・マール |
| 1997 | ジュリアン・ムーア   | ブギーナイツ             | アンバー・ウェイブス   |
| 1998 | ジョアン・アレン     | カラー・オブ・ハート     | ベティ・パーカー       |
| 1999 | クロエ・セヴィニー   | ボーイズ・ドント・クライ | ブランドン・ティーナ   |

### 2000年代
| 年   | 候補者                     | 作品                        | 役名                           |
| ---- | -------------------------- | --------------------------- | ------------------------------ |
| 2000 | フランシス・マクドーマンド | あの頃ペニー・レインと      | エレイン・ミラー               |
| 2000 | フランシス・マクドーマンド | ワンダー・ボーイズ          | サラ・ギャスケル               |
| 2001 | ケイト・ウィンスレット     | アイリス                    | アイリス・マードック（若年期） |
| 2002 | イーディ・ファルコ         | サンシャイン・ステイト      | マルリー・テンプル             |
| 2003 | ショーレ・アグダシュルー   | 砂と霧の家                  | ナディ                         |
| 2004 | ヴァージニア・マドセン     | サイドウェイ                | マヤ・ランダル                 |
| 2005 | キャサリン・キーナー       | 40歳の童貞男                | トリッシュ・ピエモンテ         |
| 2005 | キャサリン・キーナー       | カポーティ                  | ハーパー・リー                 |
| 2005 | キャサリン・キーナー       | The Ballad of Jack and Rose | キャスリーン                   |
| 2005 | キャサリン・キーナー       | ザ・インタープリター        | ドット・ウッズ                 |
| 2006 | ルミニツァ・ゲオルジウ     | ラザレスク氏の最期          | ミオアラ                       |
| 2007 | エイミー・ライアン         | ゴーン・ベイビー・ゴーン    | ヘレン・マクレディ             |
| 2007 | エイミー・ライアン         | その土曜日、7時58分         | マーサ・ハンソン               |
| 2008 | ペネロペ・クルス           | エレジー                    | コンスエラ・カスティーリョ     |
| 2008 | ペネロペ・クルス           | それでも恋するバルセロナ    | マリア・エレーナ               |
| 2009 | モニーク                   | プレシャス                  | マリー・リー・ジョンストン     |

### 2010年代
| 年   | 候補者                   | 作品                                | 役名                         |
| ---- | ------------------------ | ----------------------------------- | ---------------------------- |
| 2010 | ジャッキー・ウィーヴァー | アニマル・キングダム                | ジャニー・"スマーフ"・コディ |
| 2011 | ジェシカ・チャステイン   | 英雄の証明                          | ヴァージリア                 |
| 2011 | ジェシカ・チャステイン   | ペイド・バック                      | レイチェル・シンガー         |
| 2011 | ジェシカ・チャステイン   | ヘルプ 〜心がつなぐストーリー〜     | シーリア・フット             |
| 2011 | ジェシカ・チャステイン   | テイク・シェルター                  | サマンサ・ラフォーシュ       |
| 2011 | ジェシカ・チャステイン   | キリング・フィールズ 失踪地帯       | パム・ストール               |
| 2011 | ジェシカ・チャステイン   | ツリー・オブ・ライフ                | オブライエン夫人             |
| 2012 | エイミー・アダムス       | ザ・マスター                        | ペギー・ドッド               |
| 2013 | ルピタ・ニョンゴ         | それでも夜は明ける                  | パッツィー                   |
| 2014 | アガタ・クレシャ         | イーダ                              | ヴァンダ                     |
| 2015 | アリシア・ヴィキャンデル | エクス・マキナ                      | エヴァ                       |
| 2016 | リリー・グラッドストーン | ライフ・ゴーズ・オン 彼女たちの選択 | ジェイミー                   |
| 2017 | ローリー・メトカーフ     | レディ・バード                      | マリオン・マクファーソン     |
| 2018 | レジーナ・キング         | ビール・ストリートの恋人たち        | シャロン・リヴァーズ         |
| 2019 | ジェニファー・ロペス     | ハスラーズ                          | ラモーナ・ヴェガ             |

### 2020年代
| 年   | 候補者             | 作品                         | 役名     |
| ---- | ------------------ | ---------------------------- | -------- |
| 2020 | ユン・ヨジョン     | ミナリ                       | スンジャ |
| 2021 | アリアナ・デボーズ | ウエスト・サイド・ストーリー | アニータ |